# The Dark Pictures Anthology
The Dark Pictures Anthology é uma antologia de jogos de drama interativo e survival horror desenvolvidos pela produtora britânica Supermassive Games e publicada pela Bandai Namco Entertainment. A série estreou com Man of Medan (2019), seguida de Little Hope (2020), House of Ashes (2021) e futuramente The Devil in Me (2022).

## Jogos
A partir de 2019, a série foi planejada para consistir em oito jogos, dos quais três foram lançados. O quarto jogo, The Devil in Me, está planejado para ser o último da primeira "temporada" da antologia. Em fevereiro de 2022, a Supermassive Games registrou marcas para cinco possíveis lançamentos futuros.

### Temporada 1 (2019–2022)
- Man of Medan (2019)[1]
- Little Hope (2020)[4]
- House of Ashes (2021)[5]
- The Devil in Me (2022)[2]

### Temporada 2
Em fevereiro de 2022, a Supermassive Games registrou cinco títulos e logotipos de jogos diferentes para a série The Dark Pictures Anthology (e um potencial spin-off), sugerindo que estes poderiam ser os títulos da segunda temporada.
- The Craven Man
- Directive 8020
- Intercession
- Winterfold
- Switchback
- Presents: The Death

## Elementos comuns
Os jogos da série têm temas de terror e os jogadores tomam decisões controlando diversos personagens e observam suas consequências. Os jogos têm suporte para multiplayer cooperativo, onde cada jogador controla um personagem diferente.
Todos os jogos estão ligados através do que o jogo chama de "O Curador", um personagem presente em cada título que apresenta a história do jogo em questão e ocasionalmente conversa com o jogador em um lugar misterioso e estranho chamado "O Repositório".
Diferente de títulos anteriores da produtora, The Dark Pictures Anthology apresenta dublagem em inglês e legendas em português.

## Desenvolvimento
A série é desenvolvida pela Supermassive Games. Em 2020, a editora Bandai Namco Entertainment descreveu a série como difícil de comercializar como uma série, pois era chamada de "antologia" e tinha apenas uma entrada; eles consideraram isso um investimento de longo prazo, que eles achavam que faria mais sentido para os jogadores e obteria um público maior à medida que mais jogos fossem disponibilizados.

## Recepção
| Jogo |
| ---- |

Durante sua semana de estreia, Man of Medan foi o terceiro jogo físico mais vendido no Reino Unido, e o mais vendido nos territórios EMEAA, e alcançou um milhão de cópias vendidas em todo o mundo após um ano em oferta. As vendas físicas de Little Hope em sua primeira semana no Reino Unido foram 47% menores do que de Man of Medan; o GamesIndustry.biz comentou que isso pode ser em parte devido à pandemia de COVID-19, que levou a um número maior de jogadores comprando jogos em versões digitais do que em comparação a anos anteriores.